# Reine Dibussi
Reine Dibussi à Yaoundé, est une illustratrice 2D, dessinatrice, éditrice et autrice de bande dessinée française d'origine camerounaise.

## Biographie
Reine Dibussi fait ses études primaires et une partie du secondaire à Fustel des Coulanges de Yaoundé et par la suite, à Rennes en France au Lycée Victor et Hélène Basch. Après son Baccalauréat, elle fait deux années en Langues et Civilisations Anglaises à l'Université de Haute-Bretagne 2, et décide de perfectionner son art pour le dessin. Pour ce faire, elle fait cinq à l’École Emile Cohl de Lyon au bout desquelles elle obtiendra son diplôme d'illustratrice conceptrice.
Elle fonde avec Carine Bahanag sa propre maison d'édition, Afiri Studio,. Reine édite en 2021 son premier album, Mulatako. Dans cette série afro-futuriste, elle s'inspire de mythes du Cameroun sur les esprits de l'eau (nommés Miengu) en les projetant dans un univers de science-fiction. Elle y exprime une vision féministe et écologiste.
Elle fait partie tout comme Elyon’s des quelques femmes qui opèrent dans le neuvième art camerounais.
Au fil du temps, son travail artistique se centre sur la représentation des corps noirs et afro, avec une vision féministe noire, inclusive, afroqueer et décoloniale.

## Inspirations
Reine Dibussi dessine depuis son enfance. En grandissant, elle regardait beaucoup de dessins animés (les Aventuriers de l’espace, Kimbo, Lady Oscar, Nicky Larson, La Reine du fond des temps, Street Fighter et Blue Seed.), de séries télé (Stargate, X-Or, Bioman). Elle a également beaucoup lu des bandes dessinées et des livres illustrés à l'instar de Iznogoud, Lucky Luke, Thorgal, les J’aime Lire, le Club des cinq, Fantômette, Alice… Cet environnement lui a permis de créer et d'écrire ses propres histoires et dessiner ses propres personnages,.
L'autrice se réfère à des œuvres qui l'ont inspirée concernant la représentations des personnes noires en bande-dessinée : les aventures de Kouakou de Bernard Dufossé, la Lucha d'Annick Kamgang et Justine Brabant, Aya de Yopougon de Marguerite Abouet.
Outre la bande-dessinée, elle est aussi influencée par la peintre Artemisia Gentilschi, l'écrivaine Toni Morrison, la réalisatrice Amandine Gay, la scénariste Rebecca Sugar et l'écrivaine Nnedi Okorafor.

## Publications
- Mulatako, Afiri Studio[11] :

1. Immersion, novembre 2021
2. Emersion, janvier 2021 - scénario de Carine Bahanag

- Quand vient l'été, éditions Marabout, mars 2024 - scénario de Laura Nsafou[12]
- Cindy et Zoa - Joueuses, webtoon, 2023-2024[13]

## Autres travaux
- Conception de la bande-dessinée Abito et Kiraa pour la Planète J'aime Lire[9],[14].
- 2015 : réalisation de l'affiche du Mboa BD festival en tant qu'autrice à l'honneur, et participation à l'exposition consacrée aux femmes dans la bande-dessinée camerounaise[15].
- Avril 2016 : exposition Divergences dessinées à l’Institut français du Cameroun de Yaoundé[16],[17].
- 2016 : participation au Record du monde Guinness de la plus grande BD du monde avec son école Émile Cohl à Lyon[17],[9].
- 2016-2017 : collaboration avec Elyon's pour la mise en page et la colorisation de la Vie d'Ébène Duta[9].
- 2017 : participation au premier long métage camerounais Minga et la cuillère cassée[14] en tant qu'illustratrice[18].

- 2019 : réalisation d'un doodle[19] commandé par Google pour la participation des lionnes indomptables du Cameroun à la coupe du monde de football[20].
- 2020 : participation à l'exposition en ligne Afropolitan comics[21].
- 2022 : publication de la bande-dessinée Héritages avec le média Tilt ! en partenariat avec le Festival international de la bande-dessinée d'Angoulême[10].
- 2022 : Ninou mais pas trop, une mini série d'animation de douze épisodes[22].
- 2023 : participation à la bande-dessinée collective la Cerise dans le labo !, EDP Sciences[23].